# リトル・ウィッチ レネット 〜スワンの涙ラプソディ〜
『リトル・ウィッチ レネット 〜スワンの涙ラプソディ〜』（リトル・ウィッチ レネット スワンのなみだラプソディ）は、1999年9月23日に工画堂スタジオより発売されたWindows用経営アドベンチャーゲーム。

## 概要
リトル・ウィッチ パルフェシリーズの第2作。前作『リトル・ウィッチ パルフェ 〜黒猫印の魔法屋さん〜』の中盤に開催される魔法大会から始まり、前作の後半部分をレネット視点から見た内容となっている。物語としては、フェールとのラブロマンス編と、パルフェとの友情編が用意されている。シナリオによっては前作同様に百合志向が強く、2回目以降のプレイでないと到達不可能な「裏エンディング」や、3周目用のイベントも存在する。初回版にはドラマCD・主題歌を収録したCD-ROM（品番：KGD-9972、非売品）とトレーディングカードが付属した。これにはシリーズ化の意気込みが垣間見られ、次々回作『ハートフルメモリーズ』からの登場人物であるはずの「ライナ・フォーゼル」のカードが本作時点で既に含まれている。

### 製品バリエーション
『リトル・ウィッチ レネット 〜スワンの涙ラプソディ〜』
1999年9月23日発売。中国語版と韓国語版も発売された。
『リトル・ウィッチ レネット 〜スワンの涙ラプソディ〜』 （廉価版）
2002年9月13日発売。メディアカイト（販売元）のGREATシリーズよりリリース。ドラマCDのMP3データと、『お花畑のフローレ』体験版を収録する。
『リトル・ウィッチ パルフェ コンプリートパック』
2005年3月25日発売。シリーズ全5作品を収録する。麻雀風の絵合わせゲーム『パルフェDON!』のプレゼントキャンペーンが実施された。
『リトル・ウィッチ レネット 〜スワンの涙ラプソディ〜』 （ダウンロード販売）
DMM.com（2009年5月22日配信開始）などで販売中。

## システム
プレイ期間は半年。魔法店経営などの基本的なシステムは前作と同じだが、レネットは魔法学院を休学していないため、午前中は学校で魔法の講義や調合の実習に参加することになる（エスケープも可）。講義は能力をバランス良く向上させる際に有効だが、中盤以降は店で商品の製造を行った方が効率的な場合が多い。パートナーと一緒に研究を行うことも可能で、レネットとパートナーの魔法レベルによっては実験中に新しい魔法薬のレシピをひらめくことがある。

## ストーリー
フロルエルモス魔法学院に通うレネット・キルシュは、不在がちな父に代わり妹のココットと共にスマイル魔法店を経営している。魔法学院を休学して黒猫魔法店を1人で切り盛りするパルフェに負けじと新しい魔法薬の開発に勤しんでいたが、実験に失敗して大爆発を起こし、父が大切にしている壺「スワンの涙」を壊してしまう。レネットは、父に気付かれる前に修理費用の50万ゴルダを稼ぐことが課題となる。

## 登場人物
※本名や設定は、関連書籍や他作品で判明したものを含む。
レネット＝キルシュ（Reinette Kirsche）
声 - 水樹奈々
主人公。フロルエルモス魔法学院高等科3年生で自称・天才魔導士。14歳。スマイル魔法店を経営し、ライバル店の黒猫魔法店を経営するパルフェに強い対抗意識を持つ。態度と口調はいつでも強気で、本心とは裏腹な言葉をつい口にしてしまうことがある。宮廷魔導師の父は滅多に自宅に帰って来ない。母は幼い頃に亡くなった。
ココット＝キルシュ（Cocotte Kirsche）
声 - 水橋かおり
レネットの妹で、魔法学院高等科の1年生。12歳。材料集めや調合にかかりきりの姉に代わってスマイル魔法店を切り盛りする。姉と違って明るく素直な性格で、パルフェに対しては姉の友人以上の感情を抱いているらしい。趣味は少女漫画を読むこと。
前作にも増してはじけた性格になっており、本作以降その性格に拍車がかかるようになった。
パルフェ＝シュクレール（Parfait Sucreal）
声 - 古山きみこ
レネットの同級生。14歳。魔法使い見習いで黒猫魔法店を経営する。経営に専念するため魔法学院は休学中。
サケマス（Sakemasu）
声 - 三田ゆう子
パルフェの使い魔の黒猫。その毛は魔力を帯びているが、パルフェ以外には滅多に抜かせない。
フローレ＝ミルフィア（Flore Milfia）
声 - 三五美奈子
レネットの同級生。14歳。生まれつき身体が弱く、植物と会話できる不思議な能力を持っている。パルフェとは親友同士。
フェール＝ルセット
声 - 石田彰
さすらいの吟遊詩人。博識で、フロルエルモスの王子・フィリスと双子のようにそっくりな顔をしている。
レネットの父
声 - 秋元羊介
フロルエルモス王国の王宮に仕える宮廷魔道師。

## スタッフ
- 企画・原案・脚本 - 貝阿弥範明
- キャラクターデザイン - 岸上大策
- 音楽 - 馬場信繁
- 監督 - 松浦幸治

## 主題歌
「Romantic Heart」
作詞 - くろねこさんちーむ / 作曲・編曲 - 馬場信繁 / 歌 - 水樹奈々
挿入歌 「Little Witch's Heart Ver.R」
作詞 - 貝阿弥範明 / 作曲・編曲 - 馬場信繁 / 歌 - 水樹奈々

## 関連商品
リトル・ウィッチ レネット 〜スワンの涙ラプソディ〜 公式ガイドブック
発売日：1999年11月 / 発行：勁文社 ISBN 4-7669-3357-5
リトル・ウィッチ パルフェ ビジュアルファンブック
発売日：2001年7月6日 / エンターブレイン ISBN 4-7577-0360-0
パルフェシリーズ5作品に『エンジェリック・コンサート』を加えた6作品の攻略ガイド、設定資料を掲載。付属のCD-ROMには体験版や壁紙などを収録。
パルフェ リミックス！
発売日：2003年12月28日 / 発売：工画堂スタジオ / 品番：KGMC-005
音楽を担当した馬場信繁がシリーズ3作品（『パルフェ』『レネット』『パルフェ2』）のBGM 計14曲を再アレンジ。『レネット』からは2曲を収録。